# Acht Meesters van Jinling

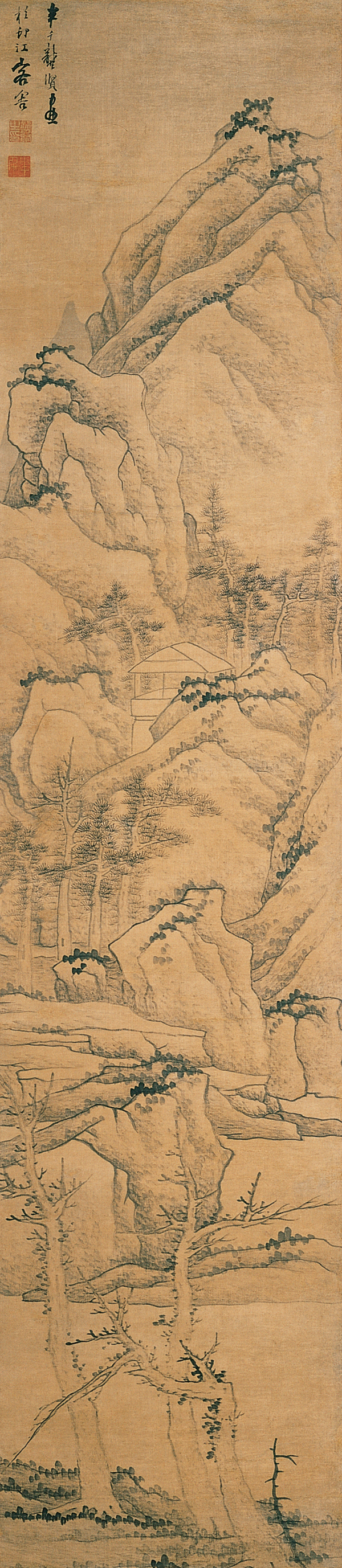
Landschap (ca. 1650) door Gong Xian, gewassen inkt op zijde, collectie Kimbell Art Museum

De Acht Meesters van Jinling (金陵八家; pinyin: Jīnlíng Bā Jiā) of Acht Meesters van Nanjing (南京八家; pinyin: Nánjīng Bā Jiā) is een canon van acht belangrijke 17e-eeuwse Chinese kunstschilders en literati uit Jinling, het huidige Nanjing in de provincie Jiangsu.
De kunstschilders hebben niet per definitie veel met elkaar gemeen. Veel van hen waren Ming-loyalisten die met de machtsovername van de Qing-dynastie naar Jinling waren gevlucht. Een vergelijkbare groep schilders zijn de Vier Monniken.
De bekendste meester uit de groep is de landschapschilder Gong Xian. Hij ontwikkelde twee schildertechnieken voor shan shui-werken in gewassen inkt. Deze staan bekend als de 'zwarte Gong-stijl' en de 'witte Gong-stijl'.

## Lijst
- Gong Xian (ca. 1618–1689)
- Fan Qi (1615/1616–ca. 1694)
- Ye Xin (fl. ca. 1650–1680)
- Zou Zhe (1636–ca. 1708)
- Gao Cen (fl. rond 1670)
- Hu Zao (fl. 1681)
- Wu Hong (fl. ca. 1670–1690)
- Xie Sun (fl. 1679)